# Русь Сидяча
Русь Сидяча (НКО Благодійний фонд допомоги засудженим та їх сім'ям «Русь Сидяча», рос. «Русь Сидящая») — неурядова організація, метою якої є юридична і гуманітарна допомога громадянам, які зіткнулися з російськими слідством і пенітенціарною системою. Головний офіс організації знаходиться в Москві. Крім того, офіси організації є в Новосибірську, Санкт-Петербурзі і Ярославлі.
Паралельно з НКО існує громадський рух «Русь Сидяча» — незареєстроване об'єднання громадян, які зіткнулися з порушенням прав працівниками правоохоронної, судової, наглядової і пенітенціарної систем РФ.

## Історія
Рух «Русь Сидяча» було засновано 21 листопада 2008 року російською журналісткою та публіцисткою Ольгою Романовою. Назва «Русь Сидяча» запропонувала Ірина Ясина. У витоків руху було неформальне об'єднання громадян, чиї родичі перебували в місцях позбавлення волі. У 2014 році в Громадському русі «Русь Сидяча» було прийнято рішення про реєстрацію «Благодійного фонду допомоги засудженим та їх сім'ям».

## Керівництво
Фондом та рухом керує журналістка Ольга Романова. За діяльністю фонду спостерігає опікунська рада, в яку входять Світлана Бахміна, Ірина Ясина, Володимир Переверзін, Тамара Ейдельман та Марія Ейсмонт. До його загибелі в липні 2018 року в опікунську раду входив також Петро Офіцеров.

## Фінансування
Благодійний фонд допомоги засудженим та їх сім'ям «Русь Сидяча» існує на пожертви громадян.
У серпні 2017 року «Русі Сидячий» був виділений президентський грант у розмірі трьох мільйонів рублів. Але незабаром організація відмовилася від його отримання. Пізніше Ольга Романова пояснила цю відмову побоюванням повторити долю колишнього директора департаменту державної підтримки мистецтва і народної творчості Міністерства культури Росії Соф'ї Апфельбаум.
З весни 2018 року фонду виділяється грант ЄС на створення і роботу регіональних «юридичних клінік».
Глава «Русі Сидячої» Ольга Романова оголосила на своїй сторінці в Facebook, що з 26 червня 2020 року Благодійний фонд буде закрито. Приводом стало рішення суду виплатити колишньому співробітнику Дінару Ідрісову компенсацію в розмірі 1,3 млн рублів і знову працевлаштувати його. За словами Романової, рахунки Фонду були заарештовані, і у нього не було цієї суми грошей. Однак вона також заявила, що фонд продовжить свою роботу тільки зараз без юридичної особи.

## Діяльність і проєкти
Юристи фонду захищають людей в судах, допомагають писати скарги, проводять юридичні консультації. Також Фонд збирає і відправляє посилки в колонії і СІЗО, збирає речі для спецінтернатів, надає гуманітарну допомогу сім'ям ув'язнених.
Школа громадського захисника — спільний проєкт «Русі сидячої», Сахаровського центру і ОВД-Інфо. Це проєкт для тих, хто хоче знати про свої права і вчитися захищати себе і своїх близьких в судах у кримінальних та адміністративних справах, а також у відділеннях поліції від незаконних дій співробітників правоохоронних органів. Адвокати та юристи безкоштовно розповідають про те, що робити, якщо затримали на мітингу, якщо стукають у двері «відкрийте, поліція», якщо дзвонять і запрошують «просто поговорити», якщо ваша близька людина потрапила до в'язниці.
МедіаЛабораторія — проєкт «Русі Сидячої» для подолання німоти. Проєкт допомагає людям, що не володіють навичками ділової, громадської або адміністративної комунікації, розповідати свою історію зрозуміло і просто.
Тюремний консультант почав працювати 19 вересня 2017 року. Це онлайн-система інформаційної підтримки ув'язнених і їх сімей. Проєкт створено командою «Русі Сидячої» в інкубаторі низових ініціатив Human Rights Incubator. На сайті vturme.info публікується вся необхідна інформація для людей, що зіткнулися з російською системою кримінального переслідування і виконання покарань. На основі практики фонду допомоги засудженим «Русь Сидяча» в ньому представлені базові поради з проблемних ситуацій. Проєкт створення онлайн-довідника в формі «тюремної вікіпедії» став переможцем конкурсу низових ініціатив Human Rights Incubator НКО «Меморіал», що дозволило команді фонду поділитися своїм досвідом і знаннями.

## Конфлікт з керівництвом Федеральної служби виконання покарань Росії
У травні 2017 року був опублікований спільний спеціальний випуск «Нової газети» і «Русі Сидячої», який був цілком присвячений пенітенціарній системі. У ньому говориться, що Русь Сидяча спільно з Центром стратегічних розробок Олексія Кудріна розробляє свій проєкт реформи кримінально-виконавчої системи. Ольга Романова повідомила, що готуються серйозні зміни, які стосуються зниження тюремного насильства, кадрового питання, організації праці та соціальної адаптації.
Незабаром після публікації, 8 червня 2017 року, у московський офіс «Русі Сидячої» прийшли працівники Головного управління економічної безпеки та протидії корупції Росії. Формальний привід для візиту — повідомлення про «розкрадання бюджетних коштів шляхом невиконання зобов'язань за договором».
Афільована з «Руссю Сидячою» організація «Ер Ес», яка два роки (з 2015 по 2017 рік) вела проєкт з підвищення фінансової грамотності в'язнів і їхніх родичів. Суть проєкту полягала в тому, щоб пояснити їм, як вирішувати фінансові питання, якщо їх або когось з їх родичів було ув'язнено. Фінансування проєкту здійснювалося Світовим банком. У рамках цього проєкту було складено, віддруковано і відправлено до в'язниць і колоній 4350 примірників брошур на тему фінансової грамотності та проведено 92 лекції для ув'язнених, їх родичів та працівників пенітенціарної системи. Унаслідок рейду Головного управління економічної безпеки та протидії корупції Росії, в ході якого було вилучено копію одного листа-подяки з колонії, фонд опублікував офіційну заяву, в якої пов'язав дії слідчих з протистоянням організації і системи ФСВП, зокрема з тим, що «Русь Сидяча» бере участь в розробці концепції реформи пенітенціарної системи.
9 червня 2017 року Ольга Романова була змушена тимчасово покинути Росію. Пізніше суд не знайшов порушень у роботі «Ер Ес». Організація подала в суд на представників і операторів Світового банку в Росії, суд визнав, що «Ер Ес» виконала усі зобов'язання за контрактами. Потім «Русь Сидяча» подала на ФСВП Росії позов до суду про захист ділової репутації.
Восени 2018 року колишня ув'язнена Інга Кривицька зареєструвала в Мін'юсті двійник фонду «Русь Сидяча» і подала в суд на Ольгу Романову і Льва Пономарьова позов про захист честі і гідності. Кривицька заявила, що нічого не знала про те, що організація з такою назвою вже існує. Ольга Романова і працівники «Русі Сидячої» висловили впевненість в тому, що Кривицька діє під керівництвом ФСВП.

## Статус «іноземного агента»

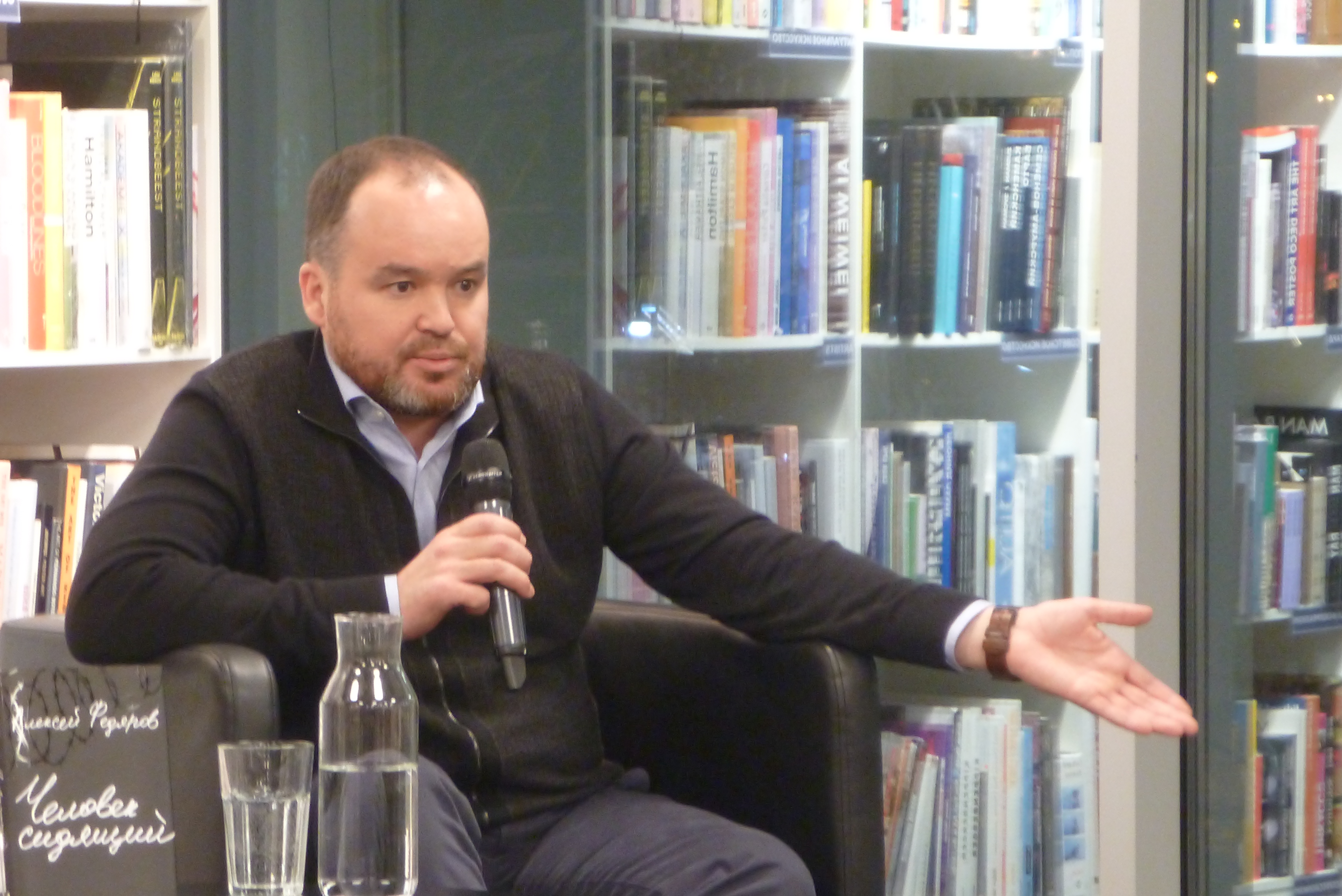
Алексей Федяров (фото 2019 года)

У березні 2018 року «Русі Сидячої» було виділено грант Євросоюзу на відкриття в російських регіонах так званих «юридичних клінік» для допомоги людям, які потрапили під слідство, і незаконно засудженим. Фонд подав заяву самостійно на включення в список НКО-іноагентів. Це підтвердив Андрій Федяров, керівник юридичного відділу організації. 7 травня 2018 року Мін'юст РФ вніс Благодійний фонд допомоги засудженим та їх сім'ям в реєстр "некомерційних організацій, що виконують функцію"іноземного агента"".

### Статус небажаної організації
Влітку 2024 року російська влада визнала «небажаною організацією» Russland hinter Gittern, німецьку юрособу фонду «Русь Сидяча».

## Видання співробітників організації
- Алексей Федяров. Невиновные под следствием. Инструкция по защите своих прав. — Москва : Альпина Паблишер, 2020. — 284 с. — ISBN 978-5-9614-2733-2.